# Dennis Hormes

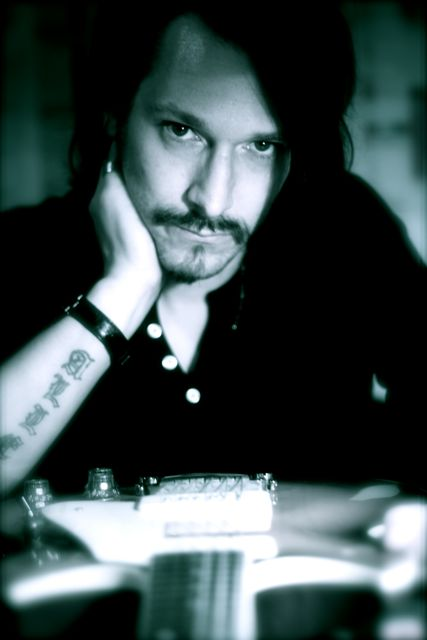
Dennis Hormes

Dennis Hormes (* Juli 1981 in Kempen) ist ein deutscher Blues- und Rock-Gitarrist und -Sänger.

## Karriere

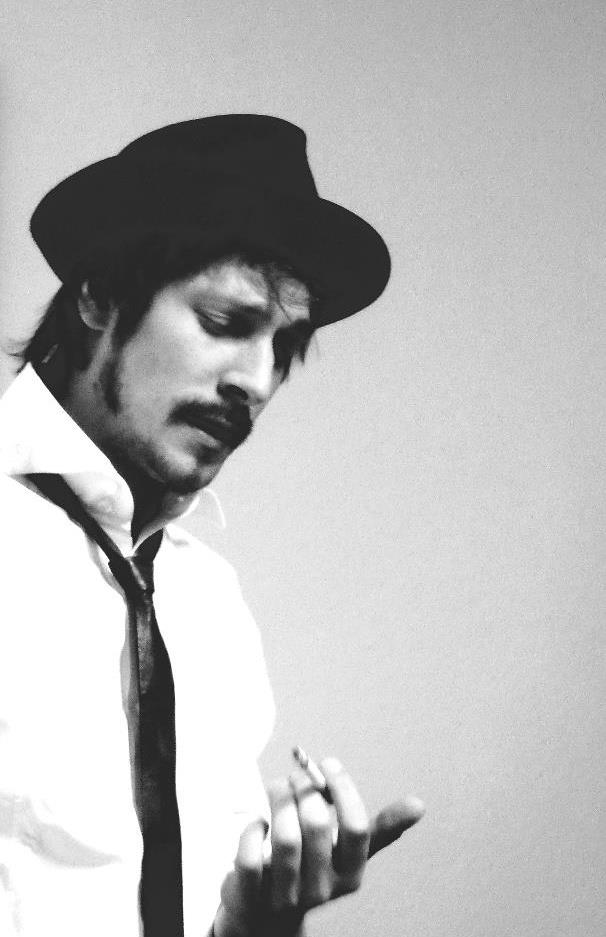
Dennis Hormes

Hormes hatte seinen ersten Auftritt im Alter von 12 Jahren und nahm regelmäßig an Konzerten und Sessions teil. Mit 16 Jahren war er „Endorser“ für Gibson Gitarren.  Ebenfalls mit 16 Jahren wurde Dennis Hormes Mitglied der Band um T.M. Stevens, mit dem er u. a. Tourneen in Japan und den USA spielte.
Gemeinsam mit ENGL entwickelte er den Amp „Retro Tube 50 / 100“. In der Dennis Hormes Bluesband, die sich aus dem Dennis Hormes Project entwickelte, spielte und sang er neben Martin Engelien am Bass und Dieter Steinmann (beide ehemalige Mitglieder der Klaus-Lage-Band) am Schlagzeug. In dieser Besetzung veröffentlichten sie im Jahr 2002 ein Live-Album, welches bisher drei Mal re-released wurde (ZYX Music, Sony Records).
Nach Tourneen, Liveauftritten und Studioaufnahmen für Künstler wie z. B. T.M Stevens, Tom Beck, DJ Bobo, Rebekka, Hutch, Roachford, The Boss Hoss, Krosnoff, und Mark Medlock war er seit Anfang 2011 principal guitarist bei dem Musical Richard o´Brien´s Rocky Horror Show, mit dem er bis März 2012 auf Europatournee war. Des Weiteren ist er als Produzent (u. a. die Alben von Tom Beck – Superficial Animal, Norman Guy & Paddy Boy) und Songwriter für unterschiedliche Künstler tätig. Im Oktober 2012 verließ Hormes die Band um Tom Beck, in der er als Co-Songwriter, Musical Director und Gitarrist tätig war.
Ende 2011 gründete er die Band Dennis Hormes & The Things (Dennis Hormes – Gesang/Gitarre, Jadula Freydank – Gitarre, Rob Lindemann – Bass, Sebastian Gross – Schlagzeug). Das Album Here for a Reason erschien 2013.

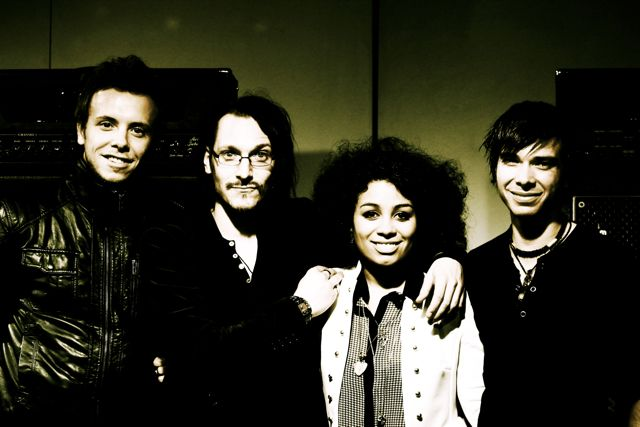
Dennis Hormes & The Things

## Bandmitglieder
Dennis Hormes & The Things (Aktuelle Band seit 2011):
- Dennis Hormes (Frontmann: Gitarrist / Sänger)
- Jadula Freydank (Gitarre)
- Robert Lindemann (Bass)
- Sebastian Gross (Schlagzeug)

Marc Terenzi Band:
- Marc Terenzi (Vocals)
- Dennis Hormes (Guitar & Musical Director 2005–2007)
- Benny Richter (Keyboards & Musical Director 2008–2009)
- Christian Adameit (Bass 2005–2008)
- Jerome Lellouche (Drums 2006–2007)
- Mike Mourrys (Drums 2005)

Dennis Hormes Bluesband:
- Dennis Hormes (Gitarre und Gesang)
- Martin Engelien (Bass)
- Dieter Steinmann (Schlagzeug)

Dirty Dietz Band:
- Martin Engelien (Bass)
- Dennis Hormes (Gitarre)
- Thomas Lieven (Schlagzeug)
- André Dietz (Gitarre und Gesang)

Go Music Session (wechselnde Besetzung):
- Martin Engelien (Klaus Lage Band)
- Mel Gaynor (Simple Minds)
- Sylvia González Bolívar

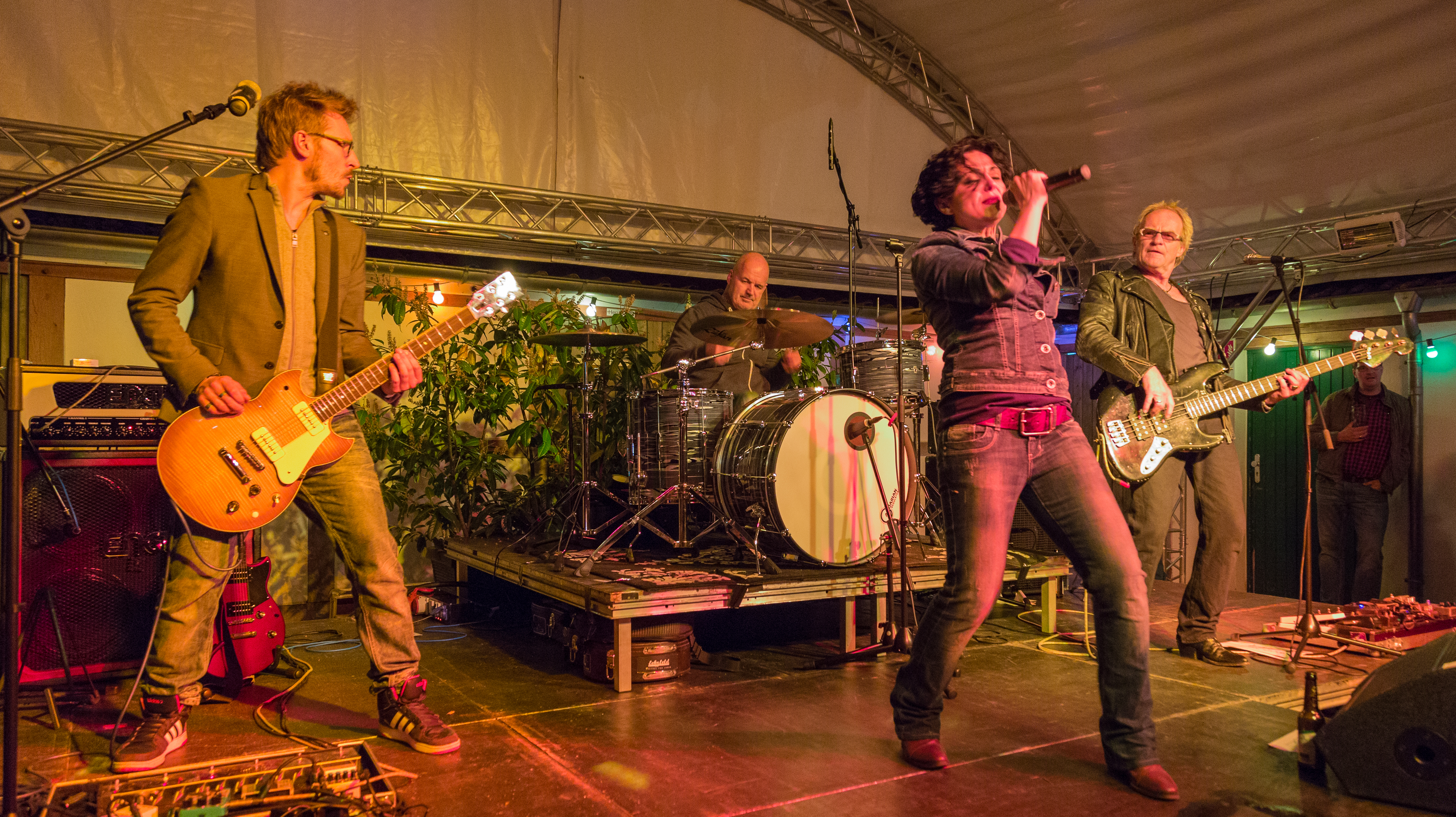
Dennis Hormes mit (von links) Berni Bovens, Sylvia González Bolívar und Martin Engelien bei einem Konzert der „Go Music 20th Anniversary Jubilee Tour“ 2016 in Laggenbeck.

- Moritz Müller (Xavier Naidoo, Hessler)
- Max Roth (Max Roth Group)
- Josef Kirschgen (Harald Schmidt Show)
- Frank Kirchner (Herbert Grönemeyer)
- Wolf Simon (Jennifer Rush, Jon Lord)
- Roland Peil (Die Fantastischen Vier)
- Yaelle Cinkey

Außerdem ist er noch Bandmitglied (gewesen) bei:
Norman Guy and Paddy Boy, DJ Bobo und Mark Medlock.

## Diskografie
- Dennis Hormes – Six String Therapy (2016)[2]
- Daliah Lavi Live mit Band – cést la vie (2009)
- Norman Guy and Paddy Boy (2008)
- Krosnoff (2007)
- 4 Ugly Daughters (2006)
- Marc Terenzi – Awesome (2005)
- Hutch – Hutchattack (2005)
- T.M.Stevens – Shocka ZOOLOO (2002)
- Dennis Hormes Bluesband – Live (2002)